# بابی کوپپینگ
بابی کوپپینگ (انگلیسی: Bobby Copping؛ زادهٔ ۲۷ سپتامبر ۲۰۰۱) بازیکن فوتبال اهل بریتانیا است.
از باشگاه‌هایی که در آن بازی کرده‌است می‌توان به باشگاه فوتبال پیتربورو یونایتد اشاره کرد.